# Tennis for Two
Tennis for Two var ett av de första datorspelen, och något så ovanligt som ett analogt datorspel. Det presenterades i oktober 1958 och var utvecklat med oscilloskop och handlade om bordtennis eller tennis, en föregångare till spelet Pong som lanserades 1972. Fysikern William Higinbotham från USA utvecklade spelet och kollegan Robert Dvorak byggde det. Spelet var tänkt som en rolig pausunderhållning vid en årlig mässa. Spelet blev populärt men det lämnade aldrig universitetetsvärlden.
Den största skillnaden gentemot pong var att man såg "spelplanen" från sidan istället för uppifrån.